# Plattfuß räumt auf
Plattfuß räumt auf (Originaltitel: Piedone a Hong Kong, alternative deutsche Titel: Plattfuß in Hong Kong und Buddy in Hong Kong – direkte Übersetzung: Großfuß in Hongkong) ist der zweite von vier Teilen der erfolgreichen Kriminalfilmserie, in deren Mittelpunkt der füllige, aber friedliebende Kriminalkommissar Manuele Rizzo – Spitzname Plattfuß – und sein Assistent Pedro Caputo standen.
Die Musik zum Film stammt von Guido & Maurizio De Angelis, die Erstaufführung des Films in Deutschland war am 26. Juni 1975.

## Handlung
Kriminalkommissar Rizzo geht in Neapel gegen den Drogenhandel vor. Unterstützung soll er von der US-amerikanischen Drogenfahndung in Person von Sam Accardo bekommen. Ein geplanter Undercover-Einsatz schlägt fehl und der Druck auf die neapolitanische Polizei wächst. Accardo vermutet eine undichte Stelle in der Polizei. Als Rizzo der Kragen platzt und er den Drogenlord der Stadt, Willy Pastrone, vernehmen möchte, findet er diesen ermordet auf. Nachdem auch der Kommissar selbst unter Verdacht gerät, muss er versuchen, den Schuldigen und den Kontaktmann der Mafia bei der Polizei zu finden, um seinen Namen wieder reinzuwaschen.
Zu allem Überfluss taucht aus Amerika noch ein gewisser Frank Barella auf. Dieser ist ein berüchtigter Krimineller mit guten Kontakten, den die Amerikaner nach Neapel abschieben. Die Wege von ihm und Rizzo kreuzen sich mehrmals.
Vom Dealer Tom Ferramenti erfährt Rizzo, dass der Kontaktmann – der angeblich als einziger die undichte Stelle kennt – in Thailand sitzt. Für den Kommissar geht es also nach Bangkok. Über den von Ferramenti genannten Kontakt trifft er auf drei mysteriöse Chinesen, denen er sich gegenüber als Nachfolger von Pastrone ausgibt. Er bekommt eine große Menge Drogen angeboten. Über den großen Boss erfährt er leider nichts. Allerdings wird ihm ein weiterer Kontakt in Hongkong namens Bambusrohr genannt. Rizzo trifft auch auf den von den drei Chinesen gefesselten Barella, der wohl die gleiche Spur verfolgt und ebenfalls den Kontaktmann sucht, um eine große Ladung Drogen durch Neapel zu schleusen. Nach einer Schlägerei lässt er die drei Dealer hochgehen und diese werden festgenommen.
Rizzos nächster Weg führt nach Hongkong. Als Treffpunkt mit Bambusrohr wird ihm ein Restaurant genannt. Dort trifft er nicht auf den Kontakt, aber wieder auf Barella. Beide werden dort von Handlangern der Drogendealer angegriffen. Barella und Rizzo schließen sich danach zusammen und suchen gemeinsam nach Bambusrohr. Dieser entpuppt sich als eine zierliche Frau mit ihrem kleinen Sohn Yoko. Sie wird allerdings vor einem Zusammentreffen mit den beiden vom Drogenkartell getötet. Ihr Freund Yamato – ein Sumo-Ringer – wird ebenfalls ermordet, bevor Rizzo ihn befragen kann.
Dann hilft Rizzo der Zufall: Er trifft am Hafen von Hongkong auf den Mann, der ihn zu Bambusrohr führen sollte. Er verfolgt diesen nach Macau in ein Casino. Dort kommt es zu einer weiteren Schlägerei, infolgedessen Rizzo festgesetzt wird. Auch Barella wird zeitgleich festgenommen. Dann taucht Accardo in Macau auf, um beide zu verhaften und nach Italien zu holen. Rizzo wird in Neapel ins Gefängnis gesteckt, kann aber dank vieler ihm nur zu gut bekannter Häftlinge fliehen.
Mittlerweile ahnt Rizzo, wer die undichte Stelle ist. Barella entpuppt sich inzwischen als FBI-Agent, was Rizzo schon länger wusste, da er immer viel zu schnell wieder aus dem Gefängnis entlassen wurde. Beide stellen dem Verräter eine Falle: Es ist Sam Accardo, der auch Pastrone auf dem Gewissen hat. Rizzo nimmt Yoko bei sich auf, da der Junge nun ein Waisenkind ist.

## Hintergrund
Man entschied, die Fortsetzung des erfolgreichen ersten Plattfuß-Films in Hongkong spielen zu lassen, um vom Erfolg des Bruce-Lee-Films Todesgrüße aus Shanghai profitieren zu können. Es wurden auch Stuntmen eingesetzt, die bereits mit Bruce Lee gearbeitet hatten. Im Gegensatz zu früheren Filmen wurde Bud Spencer in der Originalfassung nicht synchronisiert und ist mit seinem eigenen neapolitanischen Akzent zu hören.

## Synchronisation
Die deutsche Synchronbearbeitung entstand 1975 in den Ateliers der Deutschen Synchron Film GmbH Berlin. Für das Dialogbuch zeichneten Karlheinz Brunnemann und Arne Elsholtz verantwortlich. Elsholtz führte auch Regie. Bud Spencer wurde wie im vorhergehenden Plattfuß-Film wieder von Wolfgang Hess gesprochen.
Sprecher:
| Darsteller            | Charakter                            | Synchronsprecher        |
| --------------------- | ------------------------------------ | ----------------------- |
| Bud Spencer           | Kommissar Manuele Rizzo / „Plattfuß“ | Wolfgang Hess           |
| Al Lettieri           | Frank Barella                        | Michael Chevalier       |
| Enzo Cannavale        | Pedro Caputo                         | Friedrich W. Bauschulte |
| Renato Scarpa         | Kommissar Morabito                   | Lothar Blumhagen        |
| Francesco de Rosa     | „Goldhand“                           | Arne Elsholtz           |
| Robert Webber         | Sam Accardo                          | Heinz Petruo            |
| Enzo Maggio           | Gennarino                            | Hans F. Wilhelm         |
| Dominic Barto         | Tom Ferramenti                       | Jürgen Thormann         |
| Nancy Sit             | Makiko                               | n.n.                    |
| Daygolo               | Yoko, das japanische Kind            | n.n.                    |
| Vincenzo Maggio       | Gennarino                            | Hans F. Wilhelm         |
| Roberta Paladini      | Zigeunerin                           | Beate Hasenau           |
| Chaplin Chang         | Kontaktmann in Hongkong              | Klaus Miedel            |
| Jho Jhenkins          | der amerikanische Matrose            | Claus Jurichs           |
| Roberto Dell'Acqua    | der kleine blonde Matrose            | Hans-Werner Bussinger   |
| Claudio Ruffini       | der stämmigere blonde Matrose        | Joachim Pukaß           |
| Kanchalee             | Kontaktfrau in Hongkong              | Marianne Lutz           |
| Lino Puglisi          | Polizeikommissar in Macao            | Klaus Miedel            |
| Ermidio Edward Faieta | Willie Pastrone                      | Gerd Duwner             |
| Riccardo Pizzuti      | Accardos Schläger                    | Will Hollers            |

## Kritiken
„Klamottenhafte Unterhaltung mit und für Bud Spencer.“

## DVD- und Blu-ray-Veröffentlichungen
Der Film erschien am 3. März 2005 bei Paramount auf DVD. 2013 wurde eine Neuauflage bei Universum auf DVD mit verbessertem Bild veröffentlicht. Die gleichzeitig herausgegebene Blu-ray bietet erstmals auch eine HD-Fassung des Films in Deutschland.

## Trivia
- Der Wagen, den Caputo bei einer Beschattungsfahrt durch Neapel fährt, ist eine Fiat 130 Limousine.